# Ciudad cinematográfica de Ghazali

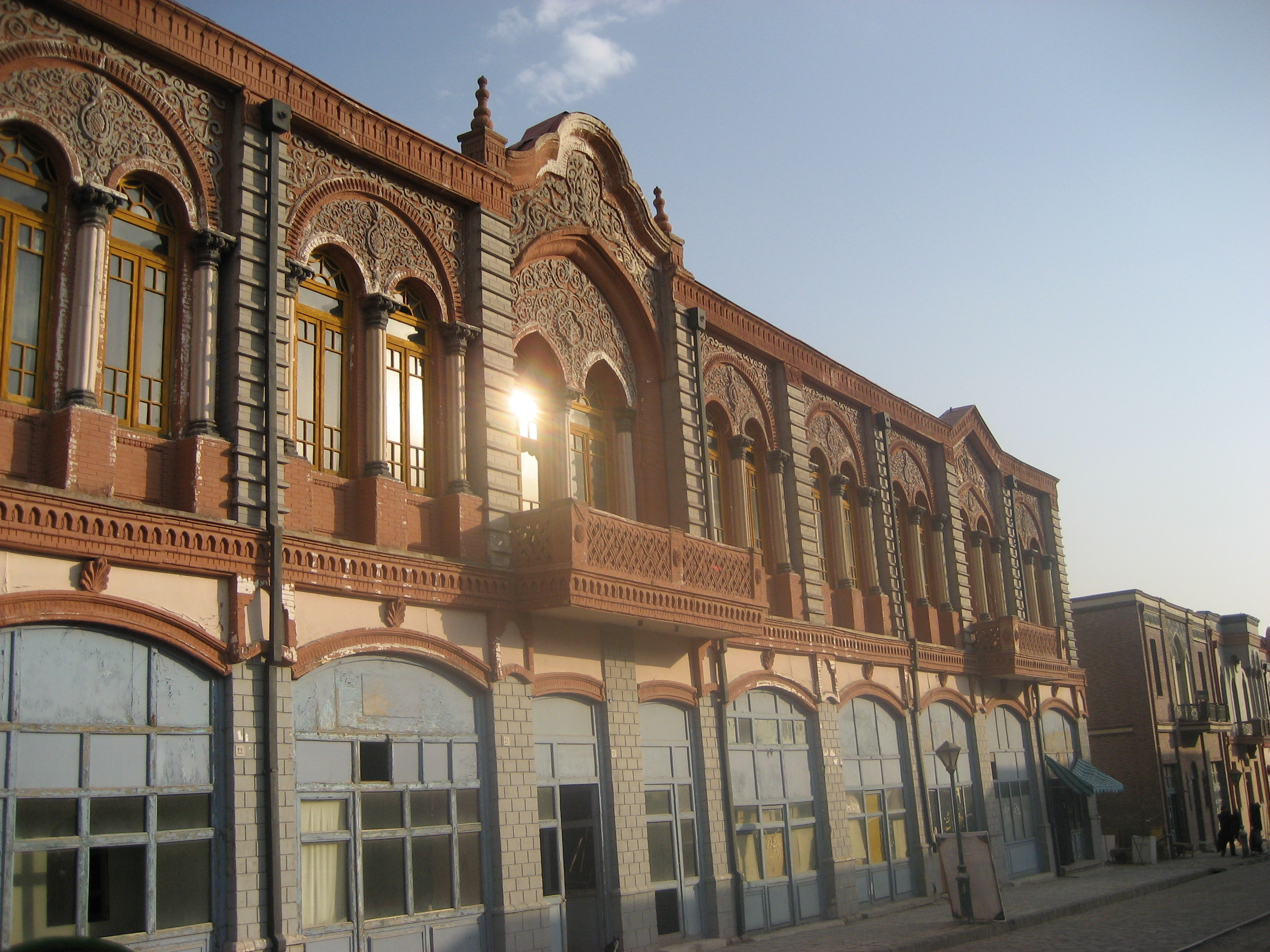
El barrio de Laleh-Zar recreado en la Ciudad cinematográfica de Ghazali

La Ciudad cinematográfica de Ghazali (en persa شهرک سینمایی غزالی) es un sitio de cine ubicado al oeste de Teherán, cerca de la autopista de Teherán - Karaj.

## Historia
La Ciudad cinematográfica de Ghazali se construyó sobre una iniciativa de Ali Hatami, apoyar a los artistas y cineastas iraníes con las subvenciones y el gobierno. Este es un sitio donde los antiguos barrios de Teherán en la dinastía Kadjar y la dinastía Pahlavi del siglo pasado se reconstruyeron a los efectos de filmación de películas y series de televisión.
- Datos: Q2974753
- Multimedia: Ghazali Cinema Town / Q2974753